# Maqbool Fida Hussain
Maqbool Fida Hussain marathi मकबूल फिदा हुसेन, Hindi: मक़बूल फ़िदा हुसैन, Urdu: مقبول فدا حسين (ur. 17 września 1915 w Pandharpurze, zm. 9 maja 2011 w Londynie) – malarz indyjski, nazywany Picassem Indii. Najsłynniejszy i najbardziej kontrowersyjny malarz w Indiach.
Hussain pochodził z muzułmańskiej rodziny. W zakresie malarstwa był samoukiem. Przybył do Mumbaju w 1937 roku. Zarabiał na życie malowaniem bilbordów filmowych, wykonywał projekty mebli i zabawek. Zaczął swoją karierę artystyczną w latach 40. XX wieku; w 1948 roku F. N. Souza zaprosił go do grupy Bombay Progressive Artists' Group. W latach 50. jego prace zaczęły być przedstawiane w galeriach na świecie. W 1967 roku nagrał film Through the Eyes of a Painter, za którego otrzymał Złotego Niedźwiedzia. W latach 70. malował już hinduskie boginie w postaci nagich kobiet, lecz fala krytyki spadła na niego dopiero w 1996 roku, gdy w Indiach rosły wpływy hinduskich nacjonalistów. Grożono mu śmiercią, zniszczono studio, a część prac została zniszczona. Malarz zasiadał w parlamencie indyjskim i był laureatem nagród i odznaczeń. Ostatnie lata życia spędził w Dubaju i Londynie. W 2000 roku zrealizował film Gaja Gamini. 
Zmarł 9 czerwca w Londynie w wieku 97 lat. Pochowany został na Brookwood Cemetery w hrabstwie Surrey.

## Odznaczenia
- Order Padma Vibhushan[1]
- Order Padma Bhushan[1]